# Wijken en buurten in Alblasserdam
De Nederlandse gemeente Alblasserdam is voor statistische doeleinden onderverdeeld in wijken en buurten. De gemeente is verdeeld in de volgende statistische wijken:
- Wijk 00 (CBS-wijkcode:048200)

Een statistische wijk kan bestaan uit meerdere buurten. Onderstaande tabel geeft de buurtindeling met kentallen volgens het Centraal Bureau voor de Statistiek (2008):
| CBS-buurtcode | Buurtnaam                                | Inwonertal | Opp. totaal (ha) | Opp. land (ha) | Ligging                |
| ------------- | ---------------------------------------- | ---------- | ---------------- | -------------- | ---------------------- |
| BU04820000    | Alblasserdam oude bebouwing              | 1740       | 136              | 98             | Locatie in de gemeente |
| BU04820001    | Kinderdijk (gedeeltelijk) oude bebouwing | 1650       | 80               | 51             | Locatie in de gemeente |
| BU04820002    | Kinderdijk nieuwe bebouwing              | 1920       | 35               | 34             | Locatie in de gemeente |
| BU04820003    | Dam-West                                 | 2730       | 28               | 28             | Locatie in de gemeente |
| BU04820004    | Dam                                      | 6020       | 81               | 81             | Locatie in de gemeente |
| BU04820005    | Dam-Oost                                 | 4500       | 56               | 53             | Locatie in de gemeente |
| BU04820009    | Verspreide huizen                        | 150        | 579              | 534            | Locatie in de gemeente |